# LILO

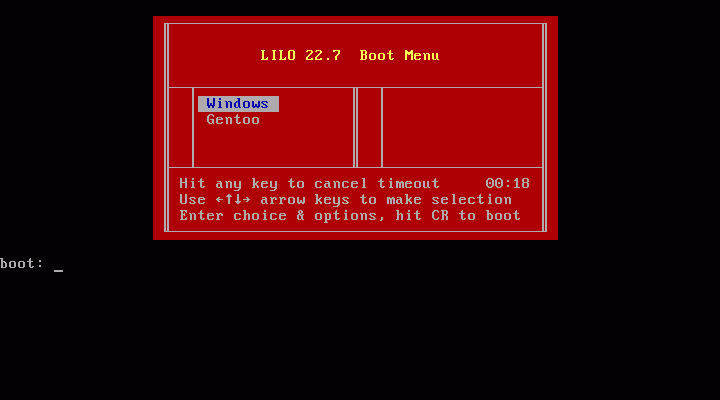
LILO:s startmeny med Windows som första alternativ, här i "grafisk" variant

LILO, Linux Loader, är en bootloader för Linux. Det var tidigare den vanligaste bootloadern för Linux, men har i de flesta linuxdistributioner bytts mot GRUB, som är flexiblare vid uppdatering av operativsystemkärna och erbjuder bättre stöd för felsökning.
LILO kan erbjuda en meny med alternativa operativsystem att starta upp, låta ändra parametrar för operativsystemen och använda utrustning kopplad via en serieport istället för datorns egen skärm och egna tangentbord (vilket möjliggör fjärrkontroll av startprocessen). Alternativen kan skyddas med lösenord.
I själva bootsektorn ryms endast ett mycket kort program. Det mesta av bootloaderns funktionalitet måste laddas in från andra delar av hårddisken (eller annat bootmedium). Då LILO installeras med programmet /sbin/lilo, skrivs sektoradresserna för resten av LILO (och för en fil med sektoradresser till andra behövliga filer, den så kallade MAP-filen) in i LILO.
Då informationen lagras som sektoradresser, som kan användas direkt vid anrop till BIOS (eller motsvarande inbyggt program) är LILO vid uppstarten oberoende av filsystem och partitioner. Koden kan hållas liten och kompakt och systemet ger mindre känslighet för vissa typers fel, förutsatt att operativsystemet själv kan klara felsituationen. Å andra sidan kan LILO inte hitta en fil vars sektorer flyttats eller vars adress inte antecknats. LILO måste alltid ominstallerats för att en ny operativkärna skall kunna tas i bruk. Ominstallationen sköts i allmänhet automatiskt i samband med installation eller uppdatering av kärnan.
Vid start laddar LILO den valda operativsystemkärnan med eventuell initrd (ett filsystem i RAM, lagrat som en fil) in i datorns minne, förmedlar eventuella startparametrar till operativsystemet och överlåter kontrollen till operativsystemets startkod. Vid sidan av Linux kan LILO starta upp andra operativsystem såsom MS-DOS, BSD eller OS/2. LILO kan placeras annanstans än i MBR och själv startas upp av en annan bootloader.
Grub, som ersatt LILO i de flesta linuxdistributioner, kan läsa filsystem och därmed använda nya filer utan ominstallation. Nackdelen är främst att detta kräver mera kod. Grub skapades för att kunna ladda Hurd, som har en mer komplicerad arkitektur än Linux-kärnan och därför inte kan startas av LILO.